# Palpares submaculatus
Palpares submaculatus är en insektsart som beskrevs av Hermann Julius Kolbe 1897. Palpares submaculatus ingår i släktet Palpares och familjen myrlejonsländor. Inga underarter finns listade i Catalogue of Life.